# Peter Meissner

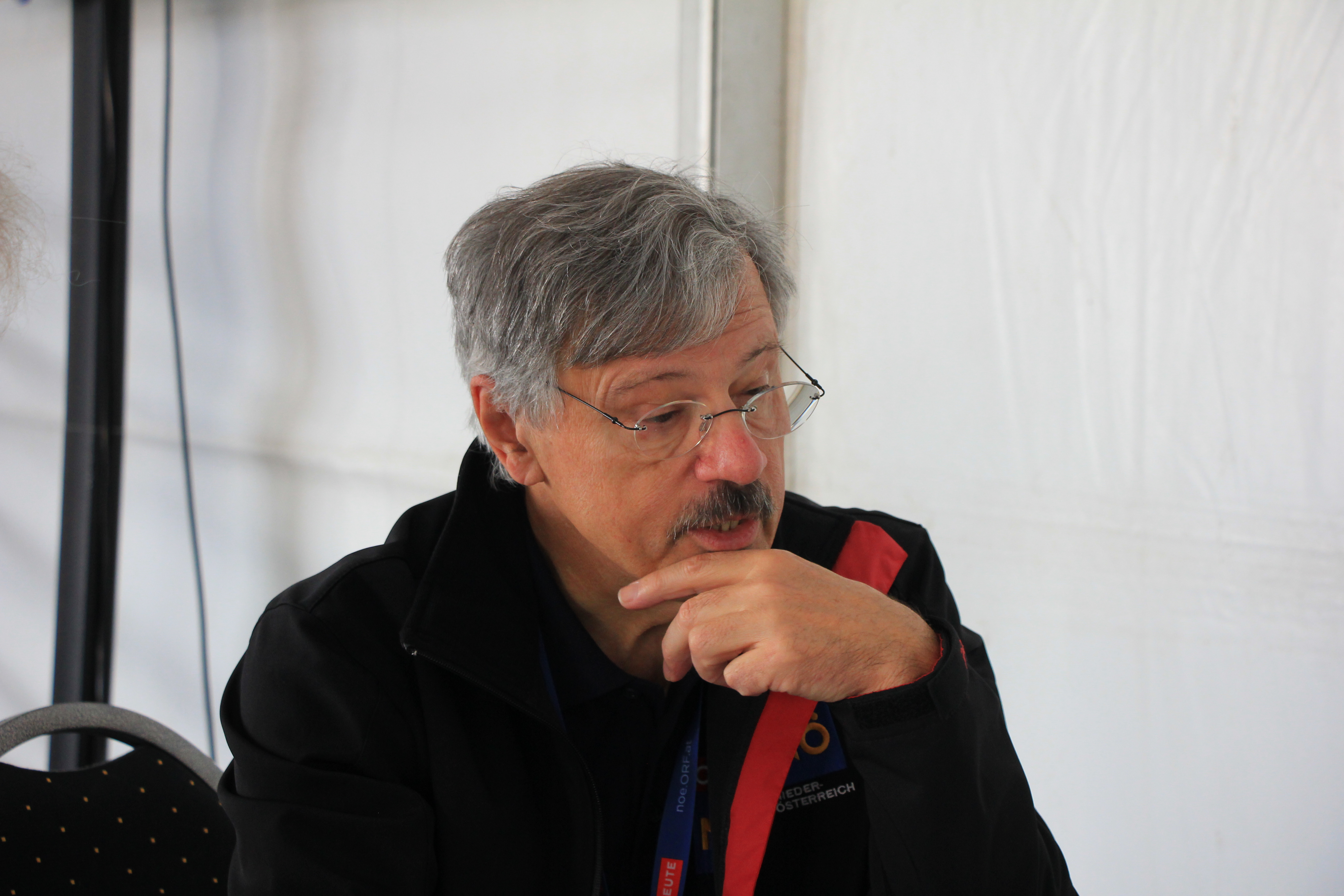
Peter Meissner (2017)

Peter Meissner (* 1953 in Baden, Niederösterreich) ist ein österreichischer Kabarettist, Komponist,  Moderator und Autor.

## Leben
Nach ersten Texten und Liedkompositionen während der Schulzeit trat Peter Meissner mit seinem Chanson „Mit dir“ zum ersten Mal 1974 in der ORF-Show-Chance auf, einem damals von Ö3 unter der Leitung von Evamaria Kaiser veranstalteten Talentewettbewerb. Die Folge waren ein erster Plattenvertrag und zahlreiche Radio- und TV-Auftritte. Nebenbei studierte er Maschinenbau/Betriebswissenschaften an der TU-Wien und schloss diese Ausbildung 1980 ab. 1976 begann Peter Meissner auch als Moderator und Redakteur beim ORF-Landesstudio Niederösterreich tätig zu werden, eine Beschäftigung, die er schließlich zu seinem Hauptberuf machte.
Bis zu seiner Pensionierung im Jahre 2018 präsentierte er auf Radio-NÖ unter anderem die Sendungen „Melodie und Nostalgie“, „Da Capo“, „Klassik am Abend“ und „Swingtime“.
Daneben ist Peter Meissner auch künstlerisch sehr aktiv geblieben. Bis jetzt hat er rund 240 Lieder geschrieben und diese auf insgesamt 26 Tonträgern veröffentlicht. Büchern war Peter Meissner nach eigenen Erzählungen schon sehr früh zugetan, weil er sich als Kind oft in der Buchhandlung seiner Großeltern aufhielt und dort viel Gelegenheit zum Lesen hatte. Das erste Bändchen mit eigenen Sketches, Kurzgeschichten und Gedichten veröffentlichte er 2000, seither sind 17 weitere Bücher gefolgt, unter denen sich auch mehrere unterhaltsame Sachbücher befinden. Besonders erfolgreich waren die drei Weihnachtsbücher Auch Engel lachen gerne!, Auch Engel lachen gerne weiter! und Auch Engel lachen gerne wieder!.
Privat ist Peter Meissner verheiratet und Vater von drei Töchtern. Er lebt in Pfaffstätten.

## Werke

### Alben, Singles
- 1975: Mit dir / Reisebekanntschaft
- 1975: Noch ein paar Minuten / Ziehe mit den Wolken
- 1975: Alles Gute / Caroline
- 1976: Chansons
- 1981: Mayerling / Die Schlossführung
- 1982: Wanderbares Österreich / Jahreszeiten
- 1983: Peter Meissner
- 1984: EDV / Umleitung
- 1987: Es is schöner word'n
- 1988: Video / Schön, dass d' da bist!
- 1989: Fridolin, das kleine Gespenst / Berni, Flo und Bine
- 1989: Was mir wichtig ist
- 1990: Schön dass d' da bist
- 1993: Für jeden etwas
- 1994: Es ist Urlaubszeit
- 1995: Aus dem Leben
- 1996: Sparen, sparen, sparen
- 1997: 1001 Jahr
- 1999: Alles dreht sich
- 2001: Keine halben Sachen
- 2005: Was ma so red't
- 2007: Auch Engel lachen gerne!
- 2009: Dauernd is irgendwas!
- 2010: Auch Engel lachen gerne weiter!
- 2015: Auch Engel lachen gerne wieder!
- 2017: Schau ma amoi

### Bücher
- 2000: Is net so
- 2002: Lachen sie nur!
- 2004: Der Un-Ernst des Lebens!
- 2006: Auch Engel lachen gerne!
- 2007: Meissner für alle Fälle
- 2009: Auch Engel lachen gerne weiter!
- 2011: Dauernd is irgendwas
- 2012: Niederösterreichisch für Anfänger
- 2012: Melodie und Nostalgie
- 2013: Sie werden lachen!
- 2014: Auch Engel lachen gerne wieder!
- 2015: Höchste Zeit für Heiterkeit
- 2017: Niederösterreichisch für Fortgeschrittene
- 2018: Lachen gefällig?
- 2019: Opa, erzähl mir von früher!
- 2020: Meine Besten
- 2021: Auch Engel lachen trotzdem!, ISBN 978-3-99024-994-9

### Hörspiele
- Berni, Flo und Bine: Das Geheimnis im Wald
- Berni, Flo und Bine: Der Schatz auf der Burg Scharfenstein
- Berni, Flo und Bine: Das Geheimnis im Wald
- Fridolin, das kleine Gespenst: Reise in die Vergangenheit
- Fridolin, das kleine Gespenst: Schloss Rasselfels in Gefahr
- Fridolin, das kleine Gespenst: Der Zauberer auf der Schauerburg
- Elfenland: Der nächtliche Überfall
- Elfenland: Das Geheimnis der Quelle
- Elfenland: Der Bienenraub
- Florian, die Linde und der Apfelbaum
- Die Tankstelle
- Das Perpetuum Mobile des Herrn Otto Hrabanek

## Auszeichnungen
- 1975: Kulturförderungspreis der Stadt Baden
- 2000: Kleinkunst-Kulturpreis der Stadt Baden
- 2016: Österreichischer Radiopreis Gold in der Kategorie beste Musiksendung und Silber für die beste Comedy für den ORF Niederösterreich
- 2017: Österreichischer Radiopreis Bronze in der Kategorie beste Musiksendung für den ORF Niederösterreich
- 2022: Berufstitel Professor[3]